# Plotina
Pompeia Plotina (em latim: Pompeia Plotina Claudia Phoebe Piso; m. 121/122) foi uma imperatriz-consorte romana, esposa do imperador romano Trajano. Ela ficou famosa por seu interesse em filosofia e por sua virtude, dignidade e simplicidade. Plotina era particularmente devota da escola epicurista de Atenas.
Plotina também influenciou diversos aspectos da vida romana de sua época, desde impostos mais justos até obras de caridade para os pobres, inclusive melhorias na educação.

## História
Plotina nasceu e foi criada na região da atual cidade de Escacena del Campo, que ficava na província da Hispânia, durante o reinado do imperador  Nero (r. 54-68). Ela era filha de Lúcio Pompeu e Plócia, cuja família tinha boas relações políticas e familiares. Trajano se casou com Plotina antes de sua ascensão e, embora o casamento tenha sido feliz, não tiveram filhos conhecidos. No ano 100, Trajano concedeu-lhe o título de augusta, mas Plotina não aceitou-o até 105. Ela também não apareceu nas moedas romanas até 112.
O casal era guardião do futuro imperador Adriano, que tinha uns 10 ou 11 anos quando perdeu o pai, que era primo de segundo grau de Trajano (o pai de Trajano e a avó paterna de Adriano eram irmãos). Plotina gostava do garoto e encorajou sua adoção por Trajano, que já estava em seu leito de morte. A adoção se deu em Selinunte, na Sicília, em agosto de 117.
Quando Plotina morreu, foi deificada. Adriano construiu um templo em sua homenagem em Nîmes, na Provença.